# Interface de base texto

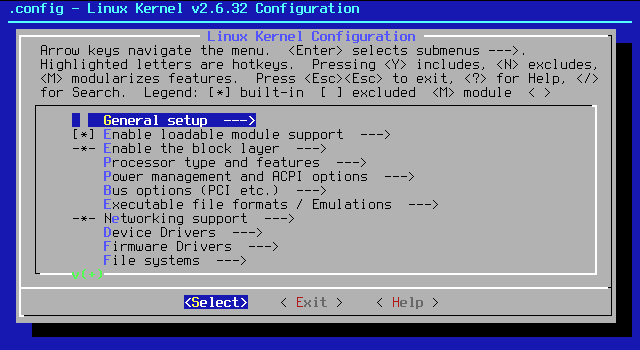
O menu de configuração do kernel Linux do OpenWrt antes da compilação é baseado no ncurses.

Interface de usuário de base texto é um retrônimo que foi cunhado algum tempo após a invenção das Interface gráfica do utilizador, para distinguir interfaces baseadas em texto que processam eventos de interfaces de linha de comando, que operam sequencialmente.
Uma interface de base textual, pode, tal qual interfaces gráficas, usar a tela inteira e aceitar entrada de mouse. Porém, não necessariamente proveem saída linha-a-linha, apesar de usarem apenas texto, símbolos e cores disponíveis em um dado ambiente.
VisiCalc, Emacs e editores visuais vi são exemplos mais antigos de interfaces baseadas em texto.

### Exemplos de bibliotecas de programação
- CDK
- Dialog
- ncurses
- Newt,
- PDCurses
- SMG$
- Turbo Vision
- Visual Basic para DOS